# Saint-Amand Bazard
Saint-Amand Bazard, dit aussi Armand Bazard, né le 19 septembre 1791 à Châtillon et mort le 29 juillet 1832 à Courtry, est l'un des fondateurs et dirigeants de la Charbonnerie française, devenu porte-parole et l'un des deux « Pères », avec Enfantin, du mouvement saint-simonien.

## Biographie

### Naissance et famille

#### Généalogie
Selon plusieurs sources, Amand Bazard est né le 19 septembre 1791 à Paris de parents inconnus. Enfant adultérin, il se serait retrouvé, à 16 ans, livré à lui-même sans ressources.
Mais selon son acte de naissance, Amand Bazard est né à Chatillon, fils d'Alexandre Edmé Bazard, bourgeois de Paris, et de Marie Jeanne Françoise Roguet, son épouse. Selon les archives généalogiques Andriveau, ses parents se sont mariés en 1774 à Paris et ont divorcé vingt ans plus tard,,,.
Palmyre Bazard, auteure en 1831 du texte Aux femmes, sur leur mission religieuse dans la crise actuelle, est considérée comme sa sœur. Toutefois, il est à noter qu'en 1809, une enfant, nommée Palmyre Virginie Bazard, est déclarée à la mairie de l'ancien 7e arrondissement de Paris comme étant la fille d'« Amand Bazard, employé, et de Marie Julie Seringe, domiciliés même adresse, non mariés ». En 1887, La Revue politique et littéraire écrit : « Dès 1831 parut un « Appel aux femmes sur leur mission religieuse ». L’auteur en était, assure-t-on, Mlle Palmyre Bazard, fille d’un des principaux chefs de la nouvelle école. »

### Prosélyte saint-simonienne

#### Mariage et enfants
En 1812, à 20 ans, Saint-Amand se marie avec Claire Joubert. Claire et son frère Nicolas sont les enfants de Pierre-Mathieu Joubert, conventionnel membre de l'Assemblée constituante de 1789, évêque constitutionnel, qui, en 1792, a renoncé à toute fonction ecclésiastique et s'est marié le 21 septembre 1793. Ce beau-père, ancien curé, exerce différentes fonctions publiques : président de l'administration du département de la Seine, préfet de la préfecture du Nord, à Lille, du 3 mars 1800 au 23 janvier 1801, administrateur général de l'octroi de la Seine et conseiller du département de la Seine jusqu'à son décès le 26 avril 1815. Claire et Saint-Amand ont quatre enfants : la fille aînée Marie-Claire-Alexandrine Bazard née à Paris le 19 septembre 1813, mariée avec Alexandre Guyard de Saint-Chéron, rédacteur du Globe, le journal du mouvement, le 25 octobre 1831 avec une célébration organisée par les saint-simoniens, rue Monsigny à Paris ; Albert né vers 1815 ; Laure, née le 22 avril 1821 ; et Zaire.

### Militaire
Au cours des combats de la bataille de Paris, Saint-Amand Bazard se distingue, chaussée de Vincennes le 30 mars 1814, en reprenant les canons de l'École polytechnique. Récompensé pour ce fait de bravoure, il est nommé capitaine de la garde nationale et décoré de la croix d'honneur. Puis il obtient un emploi de commis à la division de l'octroi de la préfecture de la Seine.

### Sociétés secrètes
Saint-Amand Bazard, avec ses amis Philippe Buchez, Pierre Dugied et Nicolas Joubert, fonde ou participe à divers groupes rassemblant des étudiants, des jeunes gens du commerce et des collègues commis d'administration à l'octroi. Il devient le Vénérable de la loge des Amis de la Vérité, loge maçonnique au fonctionnement ressemblant plutôt à un club républicain, l'objectif étant de débattre et agir, pour renverser les Bourbons, sans s'embarrasser de pratiques considérées comme désuètes. En 1820 il est capitaine de la Compagnie franche des écoles et participe au Bazard français, dont l'échec provoque la fuite vers l'Italie de Philippe Buchez et Nicolas Joubert.
Le 1er mai 1821, toujours avec les anciens de la loge, Philippe Buchez, Pierre Dugied et Nicolas Joubert, et quelques autres, Bazard fonde une Charbonnerie française, en s'inspirant de la Carbonaria italienne, dont les statuts ont été rapportés d'Italie par Buchez et Joubert. Le groupe traduit le texte et le réécrit en l'expurgeant du religieux et du mystique de l'original napolitain. La direction de la Charbonnerie française est confiée dans un premier temps à Saint-Amand Bazard puis, pour intensifier son influence, à des personnalités. C'est La Fayette qui exerce cette fonction lors de la conspiration avortée de Belfort. Bazard réussit à s'enfuir. Sur la route du retour vers Paris, il rencontre La Fayette, qui avait pris du retard, et lui évite ainsi d'être compromis. Les conspirateurs ayant été infiltrés et certains, comme Philippe Buchez, arrêtés, Bazard est poursuivi et jugé par contumace à la peine de mort. Il entre en clandestinité, mais continuera à publier des articles de manière anonyme.

### Saint-simonien
Saint-Amand Bazard sort de l'ombre en signant de son nom un article dans le numéro du 27 novembre 1825 du journal Le Producteur, il y participe à la polémique entre les rédacteurs et Benjamin Constant. Son autorité et son sérieux le feront devenir de plus en plus influent, les membres l'écoutent et apprécient ses idées ; sa froideur contraste avec le charisme d'Enfantin. Bazard expose la doctrine de Saint-Simon, notamment dans des réunions où ses qualités d'orateur sont efficaces pour la diffusion des idées et le recrutement de nouveaux adeptes. L'organisation se structure, avec la mise en place d'une stricte hiérarchie. Son emprise sur l'organisation se concrétise en 1828 lorsqu'il devient porte-parole du mouvement. Néanmoins il perd cet avantage, lorsqu'en fin d'année une orientation résolument religieuse du mouvement se dessine sous l'impulsion d'Enfantin. Bazard est réticent, mais il n'a pas les moyens pour s'opposer à la volonté d'Enfantin. Les membres ne les départagent pas, une direction duale est créée. Ils sont nommés co-chefs de la Religion Saint-Simonienne. Le jour de Noël 1829, Bazard et Enfantin reçoivent d'Olinde Rodrigues le titre de « Pères suprêmes ». Cette orientation provoque un premier départ ; Buchez quitte les saint-simoniens.
En 1830, lors de la Révolution de Juillet Saint-Amand Bazard est missionné pour aller demander une dictature provisoire à La Fayette afin de faire passer les réformes économiques saint-simoniennes. Son refus ne tarit pas les ressources des Saint-Simoniens qui voient arriver de nouveaux adeptes. Le rachat du journal Le Globe, en septembre 1830 permet d'accroître la propagande; le nouveau Le Globe, paru le 18 janvier 1831, a comme sous-titre Journal de la doctrine de Saint-Simon. Un nouveau tournant a lieu à l'approche de l'été. En août le sous-titre du Globe devient Journal de la religion saint-simonienne. Le religieux et le mystique dominent, la lutte est ouverte entre Bazard et Enfantin. Ce dernier devient le seul « Père Suprême ».
Depuis l'origine les deux leaders sont en confrontation. Les premières années, l'autorité était plutôt du côté de Saint-Amand Bazard avec des mots d'ordre comme l’abolition de l’exploitation de l’homme par l’homme paru dans l’Exposition de la doctrine, ouvrage issu des conférences faites par Bazard au nom de tous. L'évolution religieuse a fait glisser l'avantage vers Enfantin. Pour conserver son autorité, Bazard s'est aventuré dans un champ où il est dominé dans le domaine de l'inventivité intellectuelle. La pression exercée par Enfantin est de plus en plus forte, les orientations qu'il met en pratique dans sa maison rue Monsigny, notamment celles concernant le « mysticisme sensuel », provoquent la rupture.

### Retraite et décès
Saint-Amand Bazard, affaibli par un accident vasculaire cérébral, survenu pendant le psychodrame, impliquant son épouse Claire, provoqué par Enfantin, indique publiquement, le 11 novembre 1831, qu'il se retire de la direction du mouvement. Ce schisme provoque le départ de ses partisans, mais il ne réussit pas à les fédérer pour reprendre la main sur les saint-simoniens. Il meurt à Courtry le 29 juillet 1832.

## Publications

### Articles du journal Le Producteur (1825-1826)
- « Des partisans du passé : et de ceux de la liberté de conscience », Le Producteur : journal de l'industrie, des sciences et des beaux-arts, t. 1,‎ 1925, p. 399-411 (lire en ligne, consulté le 1er janvier 2019).
- « Considérations sur les mœurs littéraires de notre époque, à l'occasion d'un article inséré dans le dernier numéro de la Revue Encyclopédique », Le Producteur, t. 2, no 9,‎ 1826, p. 561-566 (lire en ligne, consulté le 1er janvier 2019).
- « De l'esprit critique », Le Producteur, t. 3,‎ 1926, p. 110-134 (lire en ligne, consulté le 1er janvier 2019).
- « Quelques réflexions : sur un ouvrage de M. de Lamennais et sur un article du mémorial catholique », Le Producteur, t. 3,‎ 1926, p. 319-324 (lire en ligne, consulté le 1er janvier 2019).
- « De la nécessité d'une nouvelle doctrine générale », Le Producteur, t. 3,‎ 1926, p. 526-560 (lire en ligne, consulté le 1er janvier 2019).
- « Examen d'une disertation sur le mot Encyclopédie, par M. Guizot », Le Producteur,‎ 1826, p. 112-122 (lire en ligne, consulté le 1er janvier 2019).
- « Considération sur l'histoire », Le Producteur,‎ 1826, p. 390-415 (lire en ligne, consulté le 1er janvier 2019).
- « Du catholique et de M. d'Eckstein », Le Producteur,‎ 1826, p. 517 (lire en ligne, consulté le 1er janvier 2019).

### Co-auteur textes fondamentaux «église» saint-simonienne
- Doctrine de Saint-Simon : exposition, première année, 1828-1829 (avec : B.-P. Enfantin, Hippolyte Carnot, Henri Fournel et Charles Duveyrier), Paris, bureau de l'Organisateur, 1831, 432 p. (BNF 32121193, lire en ligne).
- Doctrine de Saint-Simon : exposition, 2e année, (avec H. Carnot), Paris, bureau de l'Organisateur et du Globe, 1930, 218 p. (BNF 31908915, lire en ligne).

## Correspondance
- Lettres présentes dans le fonds Enfantin[g].